# Jiangxi
Jiangxi 江西 (pīnyīn: Jiāngxī) é uma província da República Popular da China. A capital é Nanchang.
A Província de Jiangxi está situado no meio e baixos alcances do rio Yangtze. Limita com províncias de Zhejiang e de Fujian ao leste, Guangdong ao sul, Hunan ao oeste, e Hubei e Anhui ao norte. Abrange uma área de 166.900 quilômetros quadrados (644.440 milhas quadradas), com uma população de cerca de 45,2 milhões (em 2013).
Montanhas cercam a província de Jiangxi em três lados. A metade sul da província é montanhosa com intervalos e vales intercalados; Enquanto a metade norte é mais plana e mais baixa em altitude. O ponto mais elevado em Jiangxi é a montanha de Huanggang nas montanhas de Wuyi, na beira com a província de Fujian. Tem uma altitude de 2.157 metros.
O rio Gan domina a província, fluindo através de toda a extensão da província de sul a norte. Ele entra no Poyang Lago, o maior lago de água doce da China, no norte.
Nanchang, a capital da região e a cidade mais densamente povoada, é uma das maiores metrópoles da China. É o centro da civilização Jiangxi ao longo de sua história, que desempenha um papel de liderança nos campos comercial, intelectual, industrial e político. a cidade de Ganzhou é a maior subdivisão da província de Jiangxi.

## Geografia
A província de Jiangxi situa-se no sudeste da China e ao longo da margem sul dos trechos médio e inferior do rio Yangzi. Na latitude entre 24o 29'14 "e 30o 04 '44" N, e longitude entre 113o 34'36 "e 118o 28'58" E, Jiangxi faz fronteira com Zhejiang e Fujian ao leste, Guangdong ao sul, Hunan ao Oeste e Hubei e Anhui ao norte.
Cercado por montanhas em três lados e de frente para o rio Yangtze, por outro, Jiangxi tem colinas e planícies largas. A terra gradualmente inclina-se de sul a norte, levando ao maior lago de água doce na China, Lago Poyang, que forma uma grande bacia aberta.
Jiangxi é rico em recursos minerais. Entre os 150 minerais comprovados no mundo, Jiangxi documentou mais de 140. As reservas de 33 deles estão entre os cinco primeiros em volume e qualidade na China. As reservas de metais não ferrosos, metais preciosos, minerais raros, minerais de terras raras lideram no país.
Com um comprimento total de aproximadamente 18.400 quilômetros, mais de 2400 rios de vários tamanhos funcionam através de Jiangxi. Destes, mais de 160 têm água durante todo o ano. As cinco principais vias fluviais são os rios Ganjiang, Fuhe, Xinjiang, Xiuhe e Raohe. O rio Ganjiang flui de sul a norte por 751 quilômetros, cobrindo uma área de drenagem de 83.500 quilômetros quadrados. Ele cobre uma área tão grande que Jiangxi é chamado de "Gan". Estes cinco rios todos originam das montanhas da beira, vento através dos contrafortes, funcionam através das planícies, humedecem terras férteis, recolhem no lago de Poyang e esvaziam no rio de Yangtze.

### Clima
Perto do Trópico de Câncer, Jiangxi tem mudanças de temporada distintas. Devido à sua topografia especial, tem molas curtas e outonos, com duração de apenas dois meses, e quatro meses de invernos e verões. O tempo na primavera está sempre mudando. Uma estação chuvosa junta a mola com o verão. Os verões são quentes e secos, e os invernos são frios e úmidos com um curto período de geada. Existe uma diferença de 5,5 graus de latitude entre as pontas sul e norte da província. Conseqüentemente, o clima no norte e no sul de Jiangxi difere por um termo solar. Jiangxi tem um clima quente, com uma temperatura média anual de 16,2 a 19,7 graus Celsius. O período de geada livre dura de 241 a 304 dias, e as médias solares anuais de 1.473 a 2.077 horas. A província goza de chuvas abundantes, com precipitação média anual variando de 1.341,4 a 1.934,4 milímetros. Isto faz de Jiangxi uma ligação entre todas as províncias e regiões autónomas na precipitação anual. O clima úmido subtropical é favorável ao desenvolvimento agrícola.

## Economia
Entrando no novo século, Jiangxi insistiu em adquirir e implementar o conceito de desenvolvimento científico, e trabalhou fora do pensamento sobre o desenvolvimento, ou seja, tendo a industrialização como um "kernel", abrindo como a principal estratégia, promover a industrialização, contando com um parque industrial para a indústria em desenvolvimento. Enquanto acelerando a industrialização e urbanização, Jiangxi inabalavelmente leva a ecologia ambiental amigável como a base sobre a qual construir a província. Insistindo no conceito de "águas claras e montanhas verdes são tão boas como montanhas de ouro e seda", a província reforça a protecção ambiental e melhoria ecológica com grande esforço.
Em 2009, o PIB da província atingiu 758,92 bilhões de yuans, um aumento de 13,1% ano a ano, aumentando acima de 13% nos três anos consecutivos. O PIB per capita foi de 17.185 yuans. A receita total foi de 92,87 bilhões de yuans, um aumento de 13,7%.

### Indústria
Jiangxi nutre e desenvolve indústrias com características de Jiangxi, tais como a indústria optoeletrônica, de alta precisão cobre-haste, de alta qualidade e produtos especiais de aço, carro especial e navio, máquinas de precisão, bio-medicação, Indústria química em particular, comida verde, turismo de férias e serviço de novo padrão.
Em 2009, o valor acrescentado da província de indústrias atingiu 317,01 bilhões de yuans, o valor acrescentado da indústria secundária 389,03 bilhões de yuans, representando 51,2% do seu PIB. Isto indica que Jiangxi foi transformado de província agrícola para província industrial.

## Estados-Irmãos
- Bohol, Filipinas
- Kentucky, EUA
- Mato Grosso do Sul, Brasil[4]
- Rio Grande do Norte, Brasil [5]